# الإرسالية الكبرى
الإرسالية الكبرى أو التكليف العظيم، في التقليد المسيحي هو الوصية التي أودعها يسوع المسيح لتلاميذه بنشر الإيمان المسيحي وبشارة الخلاص في كل العالم. وأصبحت عقيدة من العقائد المسيحية تأكيداً على أهمية العمل التبشيري في حياة الكنيسة، وكان الأساس الرئيسي للإرساليات والحملات التبشيرية المسيحية عبر التاريخ.
وهي موجودة في إنجيل متى (28 : 19 - 20) حيث يقول يسوع: "فَاذْهَبُوا وَتَلْمِذُوا جَمِيعَ الأُمَمِ وَعَمِّدُوهُمْ بِاسْمِ الآب وَالابْنِ وَالرُّوحِ الْقُدُسِ. وَعَلِّمُوهُمْ أَنْ يَحْفَظُوا جَمِيعَ مَا أَوْصَيْتُكُمْ بِهِ. وَهَا أَنَا مَعَكُمْ كُلَّ الأَيَّامِ إِلَى انْقِضَاءِ الدَّهْرِ آمِينَ."